# Trifolium mutabile
Trifolium mutabile är en ärtväxtart som beskrevs av Franz von Portenschlag-Ledermayer. Trifolium mutabile ingår i släktet klövrar, och familjen ärtväxter. Inga underarter finns listade i Catalogue of Life.